# 支付卡号
支付卡号（英語：payment card number、，缩写）是支付卡（例如信用卡和金融卡）、儲值卡與禮品卡上的卡片編碼。根据ISO/IEC 7812标准的规定，9字头BIN号由一国国内的标准组织分配，不适用于全球通用。

## 結構

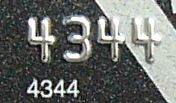
信用卡上的首四位IIN

银行卡卡号的前六位数字（包括起始的MII码）被称为发行者识别号码（Issuer Identification Number，缩写为IIN），用来表示银行卡的发卡银行或机构。剩下的数字由发行机构分配。银行卡由发行者通过发行网络发行。卡号的“长度”指其含有的数字的位数。许多信用卡发行机构在他们的卡片上浮雕数字下方打印IIN的前四位数字，作为额外的安全措施。之後是帳戶號碼和校驗碼。
卡號最長19位，包括：
- 6位发行者识别号码（IIN）
- 最長12位的帳戶號碼（Primary Account Number, PAN）
- 1位校驗碼，以Luhn算法計算

信用卡通常是16位，即是帳戶號碼長9位。

## 识别码分配
IIN数据库和成员目前由美國國家標準協會（American National Standards Institute）管理并每月更新一次。美國國家標準協會负责向发行网络分配IIN范围。IIN数据库过去由美国银行家协会管理。
网上商家可以使用IIN查询以帮助验证交易。例如，如果信用卡的IIN表示银行在一个国家，而客户的帐单地址在另一个国家，该交易可能需要额外的审查。
| 发卡机构             | IIN区间 | 使用中 | 长度       | 校验方式 |
| -------------------- | --- | ------ | ---------- | -------- |
| Bankcard             | 5610, 560221-560225                                                                                            | 否     | 16         | Luhn算法 |
| 大来卡 enRoute       | 2014, 2149 | 是     | 15         | 无       |
| 大来卡               | 36 | 是     | 14         | Luhn算法 |
| 大来卡 北美          | 54, 55 | 是     | 16         | Luhn算法 |
| 发现卡               | 6011, 622126-622925, 644-649, 65                                                                               | 是     | 16         | Luhn算法 |
| InstaPayment         | 637-639 | 是     | 16         | Luhn算法 |
| JCB                  | 3528-3589 | 是     | 16         | Luhn算法 |
| 镭射卡               | 6304, 6706, 6771, 6709                                                                                         | 否     | 16-19      | Luhn算法 |
| Maestro              | 5018, 5020, 5038, 6304, 6759, 6761, 6762, 6763                                                                 | 是     | 12-19      | Luhn算法 |
| 美国运通             | 34, 37 | 是     | 15         | Luhn算法 |
| Solo                 | 6334, 6767 | 否     | 16, 18, 19 | Luhn算法 |
| Switch               | 4903, 4905, 4911, 4936, 564182, 633110, 6333, 6759                                                             | 否     | 16, 18, 19 | Luhn算法 |
| 环球航空旅行计划公司 | 1 | 是     | 15         | Luhn算法 |
| Visa                 | 4 | 是     | 16         | Luhn算法 |
| Visa Electron        | 4026, 417500, 4844, 4913, 4917                                                                                 | 是     | 16         | Luhn算法 |
| 万事达卡             | 50（借记卡）、51-55（信用卡），2221-2720（信用卡）、560000-699999（借记卡/预付卡/虚拟卡）                      | 是     | 16         | Luhn算法 |
| 交通联合             | 31 | 是     | 19         | Luhn算法 |
| 中国银联             | 600817、600818、600826、600828、622126-622925，621098-621799，622、621000-621100，623，625，627，628200-628899 | 是     | 16-19      | Luhn算法 |

2004年11月8日，万事达卡和大来卡结成了联盟。在加拿大和美国发行的卡以54或55开始并在全球被视为万事达卡。国际卡以36开始，在加拿大和美国被视为万事达卡，但在其他地方被视为大来卡。大来卡的国际网站上并没有提及旧的前缀号码为38的卡，可以推定它们已重新发行为IIN前缀55或36的卡。自2009年10月16日，30，36，38或39开头的大来卡已由发现卡处理。
自2006年10月1日起，发现卡开始使用65的前缀，而非仅仅是650。此外，与万事达卡和大来卡的协议相似，中国银联卡被视为发现卡，被发现网络接受。

## 相关资料
- 图解银联标准卡

1. ↑  .   [2013-07-03]. （原始内容存档于2013-07-08）.
2. ↑  .   [2006-04-05]. （原始内容存档于2006-04-06）.
3. ↑  .   [2006-04-05]. （原始内容存档于2008-12-04）.
4. ↑  .   [2007-01-26]. （原始内容存档于2006-10-20）.
5. ↑   (PDF). September 2008  [2008-10-23]. （原始内容存档 (PDF)于2011-07-10）.
6. ↑   (PDF). September 2009  [2011-12-23]. （原始内容存档 (PDF)于2011-10-06）.
7. ↑   (PDF). American Express. January 2001  [2006-04-05]. （原始内容 (PDF)存档于2006-03-05）.
8. ↑   (PDF): 13.   [2006-04-05]. （原始内容 (PDF)存档于2011-03-03）.
9. ↑   (PDF): 36. December 2008  [2010-01-09]. （原始内容 (PDF)存档于2010-07-28）.
10. 1 2  平安快轿. . 2017-10-23  [2018-04-19]. （原始内容存档于2018-04-20）. 交通联合卡卡号一共有19位数，与银行卡相同，卡号前八位是由中交金卡统一核发的IIN码（授权码），具有全球唯一性，且IIN码前两位是“31”
11. ↑  .   [2018-11-17]. （原始内容存档于2018-11-17）.
12. ↑  .   [2015-04-20]. （原始内容存档于2015-03-12）.
13. ↑   (PDF). October 2008  [2009-01-28]. （原始内容存档 (PDF)于2011-07-10）.